# Hatiora pentaptera
Hatiora pentaptera là một loài thực vật có hoa trong họ Cactaceae. Loài này được (Pfeiff. ex A. Dietr.) Lem. mô tả khoa học đầu tiên năm 1839.